# Rómulo y Remo

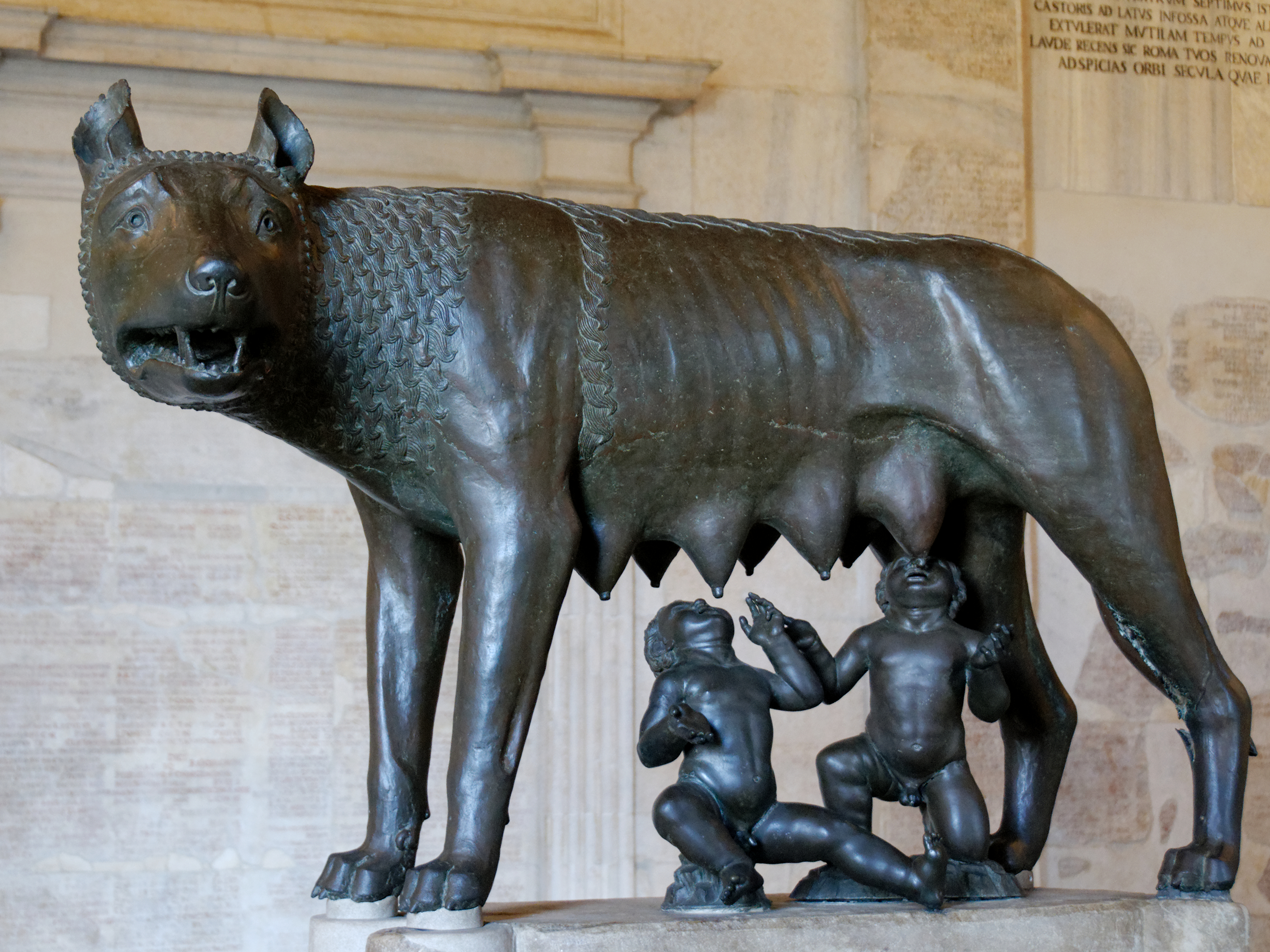
Luperca amamantando a los gemelos Rómulo y Remo, según la leyenda más difundida acerca de la fundación de Roma.

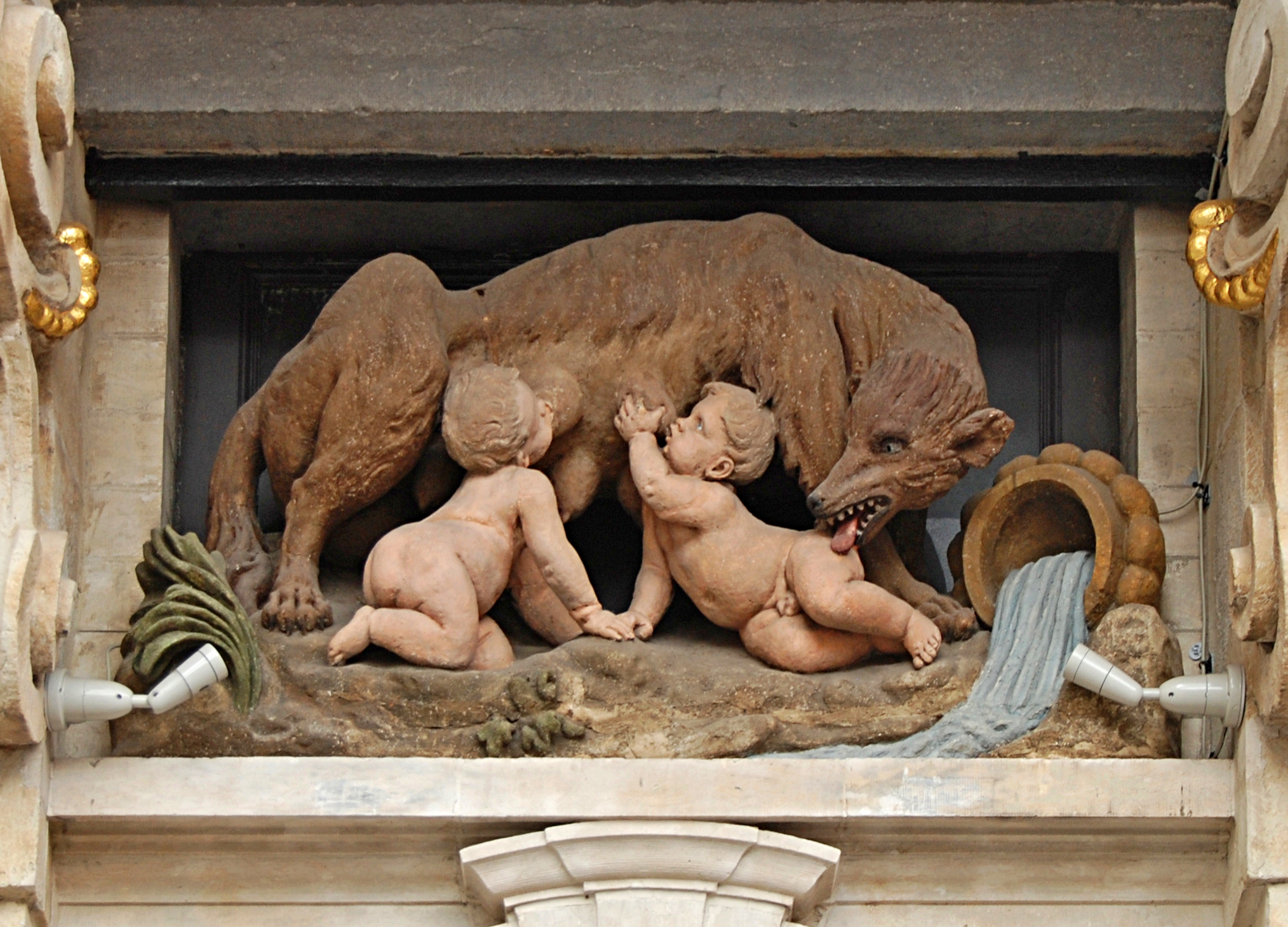
Rómulo y Remo en la Casa de la Loba en la Grand-Place de Bruselas.

Según el mito romano, los hermanos gemelos Rómulo (24 de marzo de 771 a. C.-5 o 7 de julio de 717 a. C.)  y Remo (24 de marzo de 771 a. C.-c. 21 de abril de 753 a. C.) fueron los fundadores de Roma. Al final sería solo Rómulo quien la fundaría, y se convirtió en su primer rey. Parte sustancial de la investigación sigue siendo escéptica frente a esta leyenda, que sitúa los orígenes de la ciudad a finales del siglo VII a. C. Las posibles bases históricas para la narración mitológica en su conjunto permanecen confusas y en debate.
Las principales fuentes utilizadas son los historiadores antiguos: los griegos Mestrio Plutarco, Dionisio de Halicarnaso y Estrabón y los romanos Tito Livio, Flavio Eutropio, Lucio Aneo Floro, Marco Terencio Varrón y Ambrosio Teodosio Macrobio. Estos son complementados por la opinión de varios expertos contemporáneos y sus investigaciones.

## La leyenda

### Genealogía
Cuenta la leyenda antiquísima de los helenos que Eneas, príncipe de Dardania, escapó de la destrucción de Troya cargando a su padre, Anquises, sobre sus hombros y a su hijo Ascanio, aunque perdió en la fuga a su esposa, Creúsa, hija del rey Príamo. Esto sucedió en torno a 1184 a. C. según el erudito antiguo Eratóstenes, tras diez años de conflicto. Tres décadas después y tras varios periplos, Ascanio fundó la urbe de Alba Longa de la que fue su primer rey. Cuatro siglos después vendría el tiempo del rey Numitor.

### Infancia y juventud

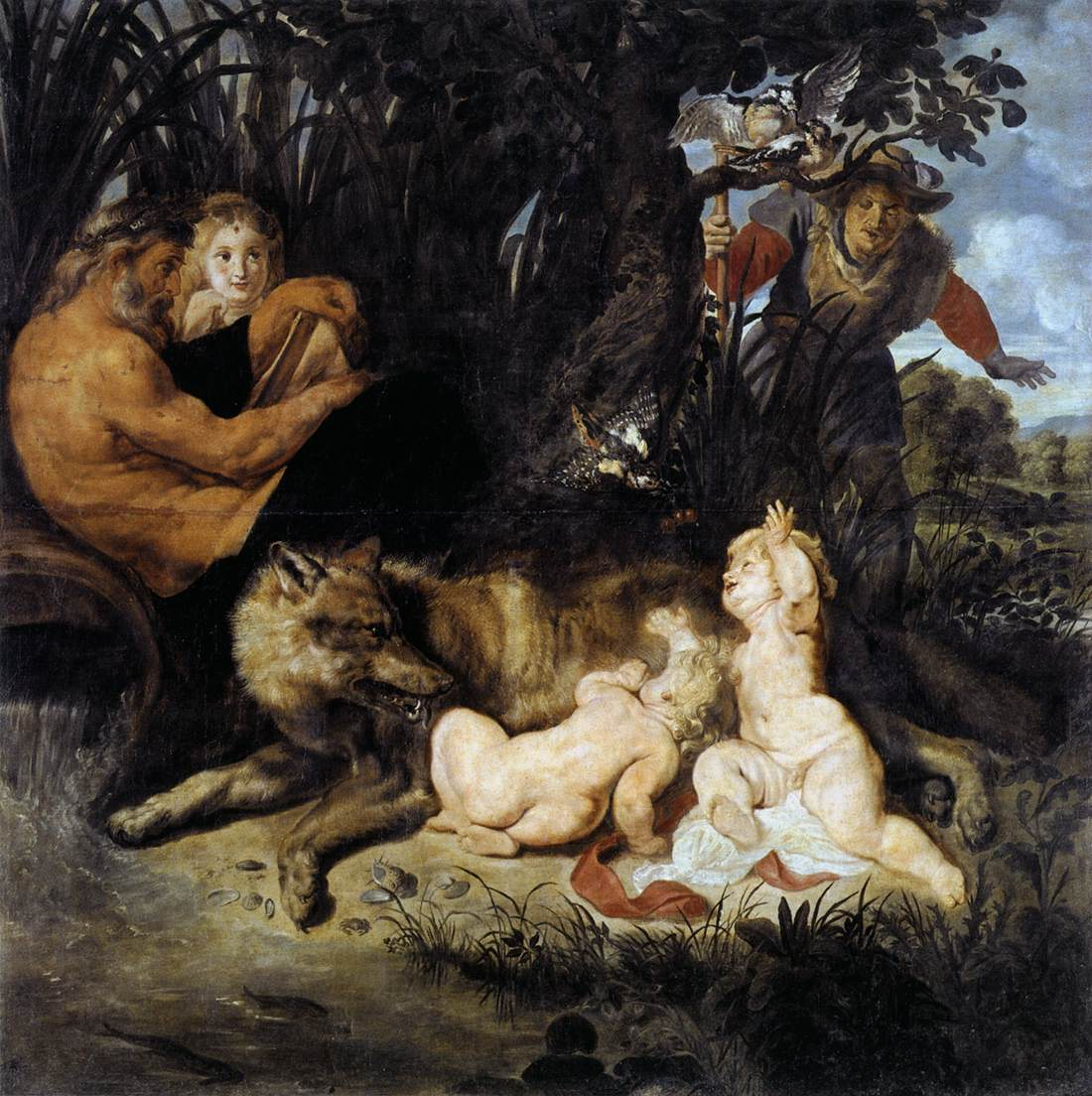
Rómulo y Remo (1614-1616) de Rubens.

Numitor fue destituido por su hermano Amulio, que acabó con todos los hijos varones de aquel y convirtió a su única hija, Rea Silvia, en una virgen vestal para que así, al tener un voto de castidad, no tuviera descendientes, pero el dios de la guerra, Marte, se enamoró de la bella muchacha y la sedujo, de su unión se engendraron dos gemelos, Rómulo y Remo. Varrón llegó incluso a calcular las fechas exactas de cuándo fueron concebidos (24 de junio de 772 a. C.) y de su nacimiento (24 de marzo de 771 a. C.).
Amulio, temeroso de tener en el futuro dos posibles rivales, ordenó su asesinato, pero el hombre encargado del infanticidio no pudo cometerlo y los abandonó a su suerte en el río Tíber. La corriente llevó la cesta en que estaban cobijados a un pantano llamado Velabrum, en un lugar entre las colinas Palatino y Capitolio llamado Cermalus. Ahí fueron cuidados y alimentados por una loba llamada Luperca  y un pájaro carpintero, los animales sagrados de Marte. Poco después los encontró el pastor Fáustulo, que era porquerizo de Amulio, y decidió criar en secreto a los niños junto con su esposa Acca Larentia. Sólo cuando crecieron les reveló su verdadera identidad y ellos decidieron hacer justicia. Mataron a Amulio y liberaron de su encierro a su abuelo, que fue repuesto en su trono.

### Fundación de Roma
Rómulo y Remo partieron de Alba Longa, pues querían gobernar, pero no derrocar a su abuelo. Marcharon al lugar donde el pastor los había encontrado y ahí discutieron dónde fundar su ciudad: Rómulo quería construir Roma en el Monte Palatino y Remo Remoria en el Aventino. Además, la ley de la primogenitura no podía aplicarse en este caso, por lo que los nuevos habitantes debían elegir al rey de otra manera. Se decidió que el que viera más buitres ganaría el mando. Remo vio seis pero Rómulo el doble y triunfó. Rómulo trazó los límites de la ciudad y ordenó que nadie los traspasara durante las ceremonias, pero Remo lo desafió y los traspasó, por lo que tuvieron una discusión que rápidamente degeneró en pelea. Remo resultó herido y murió poco después a causa de las heridas. Rómulo enterró a su hermano en el lugar donde quería fundar Remoria. Roma fue fundada oficialmente entonces el 21 de abril de 753 a. C.
La nueva ciudad se fue llenando de refugiados y prófugos de ciudades vecinas y tierras aún más lejanas, tanto hombres libres como esclavos, probablemente también campesinos y pastores de las cercanías. Debido a la diversidad de su gente, Rómulo decidió organizarlos en un solo cuerpo político, promulgar leyes y crear costumbres comunes y eligió a los primeros cien patres, que el rey nombró senadores y cuyos descendientes serán los patricios.

### El rapto de las sabinas
La recién fundada Roma fue creciendo rápidamente, ya que llegaban inmigrantes de todos los lugares, pero el número de mujeres era escaso. Los habitantes temieron entonces que su ciudad sólo duraría una generación si no conseguían suficientes mujeres como para procrear a sus hijos, así que enviaron embajadas para conseguir mujeres en los pueblos vecinos, pero sus celestinos fueron todos ejecutados. Los romanos decidieron conseguir féminas por la fuerza y bajo el mando de Rómulo también por la astucia. Fingiendo no estar resentidos, ofrecieron unos juegos en honor a Neptuno que llamaron Consualia. Se invitó a vecinos de algunas ciudades latinas y a los sabinos cerca del Quirinal y en medio de los juegos realizaron el secuestro de las mujeres, aprovechando que sus vecinos habían traído a sus hijas. Los padres de las doncellas huyeron y los romanos se escudaron acusándolos de violar su hospitalidad. Habían pasado apenas tres meses desde la fundación de la ciudad. Rómulo al parecer logró calmar a las jóvenes y con el paso del tiempo, los secuestradores lograron ganarse su afecto al demostrar que eran buenos esposos. Rómulo tomó como esposa a Hersilia, noble sabina, con la que tendría dos hijos: una niña llamada Prima y un varón llamado primero Aolio, pero posteriormente Abilio. Sin embargo, Plutarco admite que esa versión es negada por otros, pues muchos dicen que fue dada como esposa a un tal Hostilio en Medulia, con el que tuvo un hijo, Hosto Hostilio, que sería abuelo del tercer rey romano Tulo Hostilio.

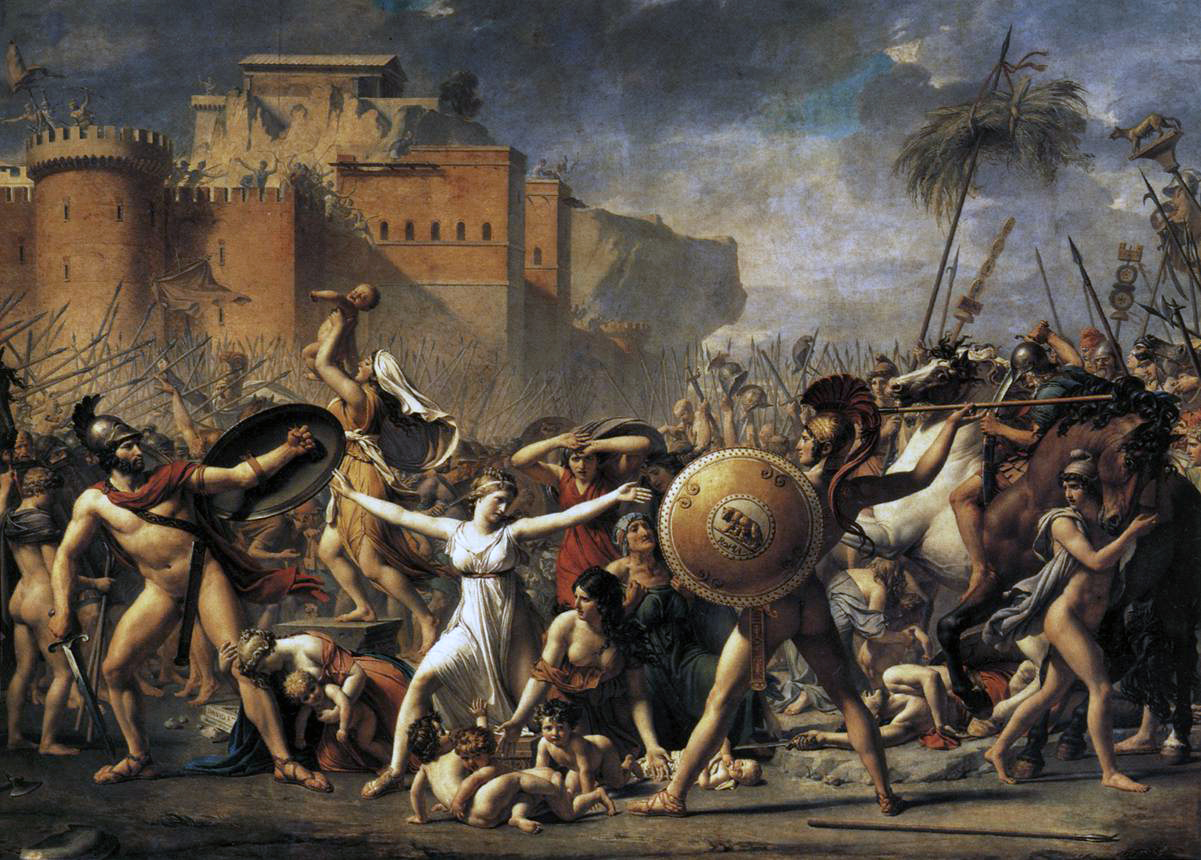
El rapto de las sabinas de Jacques-Louis David.

Tras el rapto los romanos tuvieron que afrontar la ira de los sabinos y los pueblos latinos de Caenina, Antemnas y Crustumerium que se aliaron entre sí. Al ver que Rómulo no devolvía las doncellas, y considerando que los sabinos actuaban muy lentamente, los latinos en lugar de atacar en conjunto se adelantaron para marchar contra Roma, pero esto era un proceso aún muy lento para Agron, rey de los ceninetes, que marchó solo con su ejército contra la nueva ciudad. Rómulo salió a enfrentarle. Cuando se encontraron ambos reyes, se retaron en combate singular mientras sus huestes observaban expectantes. El hijo de Marte venció y en la batalla posterior desbarató al ejército enemigo y luego tomó la ciudad al primer asalto. No arrasó Caenina, sino que trasladó su población a Roma, donde serían ciudadanos con los mismos derechos que los locales —probablemente instaló una guarnición y colonos en la ciudad—. 
Poco después realizó un triunfo exhibiendo las spolia opima y el cadáver de Agron Ceninete en el carro propio mientras los generales Cornelio Coso y Claudio Marcelo llevaban a Tolumnio el Tirreno y al rey galo Britomarto, respectivamente. Se dedicó la victoria a Júpiter. En los Fasti triumphales, donde se habían anotado los triunfos celebrados por los romanos hasta el 12 a. C. se mencionan dos de ellos: sobre Caenina y Antemnas. Son fechados entre el 752 a. C. y 751 a. C.
Aprovechando que los sabinos aún se preparaban, los romanos, tras su primer éxito, atacaron a las ciudades de Antemnas, Crustumerium y Fidenas. Las derrotaron en batalla y las urbes fueron tomadas. Los sabinos entonces finalmente se decidieron a marchar sobre Roma al mando de Tito Tacio después de que todos sus aliados habían sido vencidos. Ahí pusieron sitio a la fortaleza del Capitolio —para los historiadores modernos Roma en sus inicios era más bien una federación de aldeas que una ciudad propiamente tal— pero una sacerdotisa llamada Tarpeya, hija del comandante Espurio Tarpeyo, permitió a un grupo de sabinos entrar a cambio de las joyas. Con la caída de la fortaleza, los romanos ocupaban el Palatino y los sabinos el Capitolio, y se enfrentaron en el llano entre ambos montes, el futuro lugar del Foro romano, que debido a las fuertes lluvias estaba algo inundado. El campo de la batalla estaba entonces rodeado de numerosas colinas, era bastante estrecho y con pocas vías de escape. En cuanto a Tarpeya, el rey sabino la mató arrojándole no solo las joyas que añoraba, sino otros objetos pesados, específicamente escudos, encima de ella hasta matarla con su peso poco después de tomar el fortín. Su padre en cambio será ejecutado acusado de traición.
Al día siguiente se enfrentaron los campeones de ambos pueblos: Mercio o Marco Curcio de los sabinos y Hosto Hostilio de los romanos. Curcio se adelantó tanto a sus tropas que llegó a quedar atrapado con su caballo en la zona inundada,  salvándose casi de milagro de morir ahogado, motivo por el cual el lugar fue nombrado lago Curcio mientras que Hostilio murió al inicio del combate, lo que motivó al ejército romano a huir y refugiarse en el Palatino. Cuando Rómulo trató de imponer orden,  fue herido por una piedra y arrastrado por la muchedumbre atemorizada en que se había convertido su ejército. Cuando recuperó el conocimiento, invocó a Júpiter y prometió construirle un templo en su nombre si le concedía la victoria. Luego ordenó a sus hombres y defendió los lugares donde estaban refugiados, donde estarían después los cimientos de Regia y el Templo de Vesta, conteniendo a las mejores tropas sabinas. En esos momentos las sabinas intervinieron en medio de la lluvia de proyectiles para evitar que sus padres (sabinos) y sus esposos (romanos) se siguieran matando entre sí.

### Diarquía

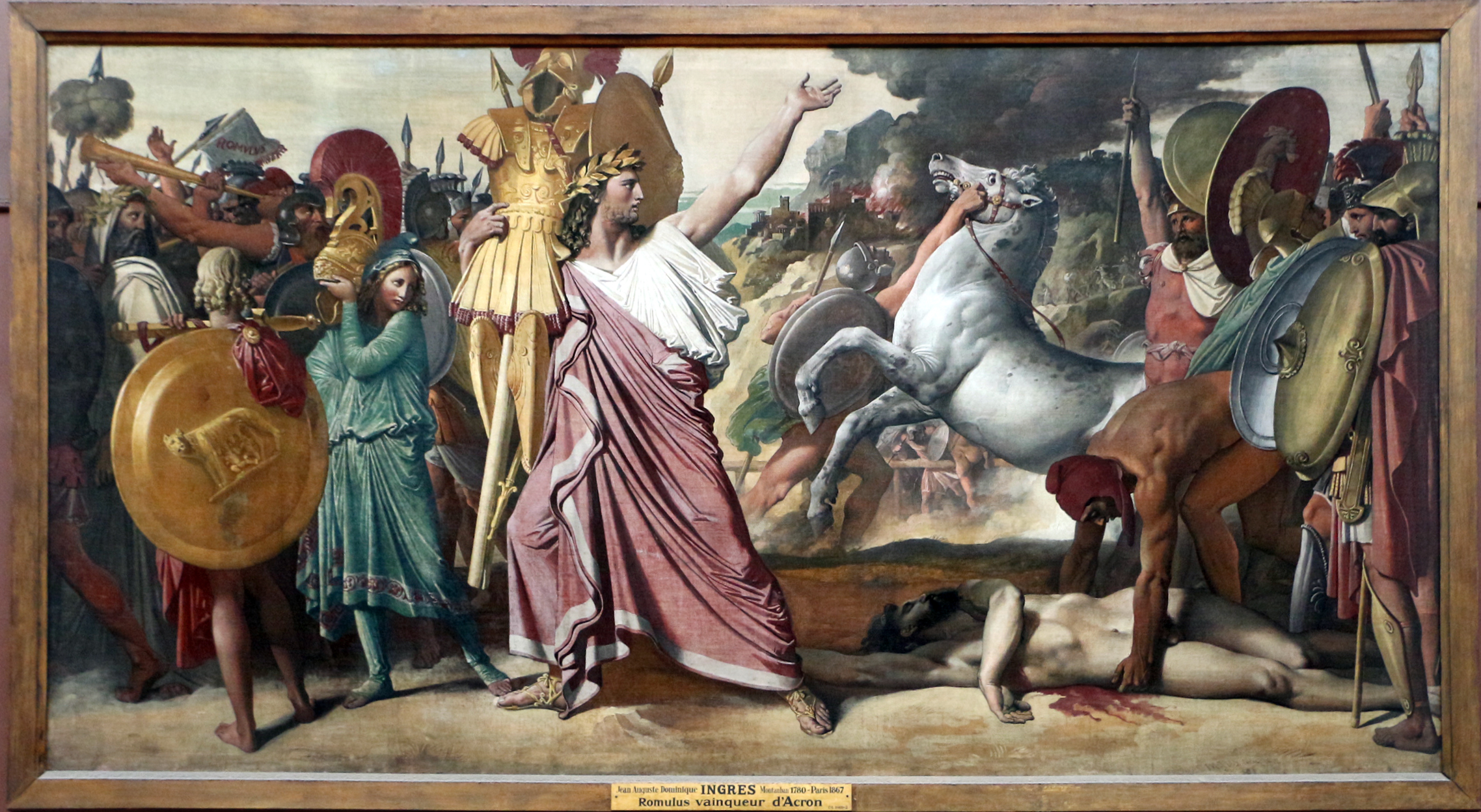
Rómulo lleva al templo de Júpiter las armas del vencido Acrón, de Jean-Auguste-Dominique Ingres (1812), Escuela de Bellas Artes (París)

Tras este episodio, los reyes Rómulo y Tacio firmaron la paz y unieron a sus pueblos en uno solo, instalando gran número de sabinos y sus familias en Roma además de gentes de los otros pueblos vencidos. Se inició un gobierno conjunto entre ambos monarcas, una diarquía, en la que ambos con su cuerpo de 100 senadores cada uno se reunía y decidía qué hacer, luego se reunían ambos y tomaban la decisión final. Según las fuentes, ambos reyes se llevaron bastante bien y no tuvieron mayores problemas. El ejército romano pasó de los 3000 infantes y 300 jinetes originales al momento de su fundación al doble: 6000 de a pie y 600 a caballo.
Se organizaron en tres tribus: los ramnes o ramneses (ramnes), ticios o titienses (tities) y lúceres o lupercos (luceres). Los primeros eran leales primariamente a Rómulo, los segundos a Tacio y los terceros de orígenes inciertos —aunque muchas veces se les da a los ramnes un origen sabino, los ticios latinos y los lúceres etruscos—. Además, el pueblo fue nombrado quiritas (quirites) a petición de Tacio en recuerdo a su antiguo país, la ciudad de Cures o Cures de los Sabinos (Curi o Cures Sabini), ya que la gente de esa región se hacía llamar curites. Este sería el etnónimo del pueblo romano para referirse a ellos mismos.
Al quinto año de diarquía (lo que hubiera sido aproximadamente entre 748 a. C. y 746 a. C.), parientes de Tacio asaltaron a una comitiva de mensajeros que venían de Laurento (Laurentum) a Roma, pero cuando estos se resistieron los asesinaron. Los deudos exigieron justicia a Rómulo pero este se vio impedido, pues Tacio se negaba a castigar a los involucrados. Los parientes de las víctimas finalmente asesinaron al rey sabino en Lavinio (Lavinium). Rómulo enterró con honores a Tacio en el Armilustro en el Aventino. Los laurentanos, temerosos de que estos hechos originaran una guerra, entregaron a los culpables, pero Rómulo no los castigó y decidió que la muerte de su colega era el precio pagado por la muerte de los mensajeros. Sin embargo, algunos asumieron que estaba feliz de tener el poder para él solo.
Al parecer, poco tiempo después una peste afectó a Laurento y Roma, lo que fue interpretado como un castigo por no hacer justicia por la muerte de Tacio. Antes de que terminara esta pestilencia, los habitantes de Cameria (Camerium) invadieron territorio romano esperando que estos no pudieran detenerlos. Estaban equivocados. Rómulo marchó contra ellos y los derrotó en batalla, matando a 6000 de ellos. La ciudad fue tomada y la mitad de sus habitantes fueron llevados a Roma, mientras que el rey romano instaló tantos colonos que doblaron en población a los camerios que quedaban en la ciudad. Al volver a Roma, el monarca celebró un triunfo y consagró un templo a Vulcano. Habían pasado solo dieciséis años desde la fundación de la ciudad (aproximadamente en 737 a. C.)

### Guerra con los etruscos
Durante su reinado Rómulo conquistaría Medullia (Medullum) y recibiría embajadas de varias ciudades latinas y se aliaría a ellas, pero los tirrenos o etruscos de la ciudad de Fidene o Fidenas (Fidenae) se fueron a la guerra con él temerosos del poder alcanzado. Según Plutarco, el rey lanzó un ataque sorpresa de su caballería contra las puertas de la ciudad y la tomó. Livio narra, en cambio, que Rómulo avanzó hacia la ciudad después de que los fidenates atacaran las tierras romanas hasta hacer un campamento en sus cercanías, dejó un pequeño destacamento ahí y avanzó con el grueso de sus fuerzas. Dejó parte de su infantería oculta en una zona boscosa cercana, mientras el rey con la caballería y parte de la infantería atacaba la ciudad. El asalto rápidamente fue rechazado, pero los fidenates salieron de sus murallas en su persecución hasta llegar a la zona boscosa, donde los romanos ocultos los atacaron por el flanco y justo en ese momento la tropa romana que huía dio media vuelta y se encaró a sus enemigos. Los fidenates se vieron rodeados y fueron vencidos. Huyeron a su ciudad, pero los romanos entraron en ella antes de que pudieran cerrar las puertas. Sea cual sea el modo en que fue conquistada, los fidenates habían tenido muchos muertos, pero Rómulo no la incendió ni saqueó, sino que ordenó que se instalasen 2500 colonos romanos para asegurar la lealtad de la ciudad.
Poco después de su victoria sobre los fidenates, los etruscos de Veyes (Veii o Veius) se fueron a la guerra con Roma, eso da a entender Livio. Esta fue la última guerra de Rómulo. Los etruscos sabían que la influencia que estaba logrando la nueva ciudad era muy peligrosa y no debían mostrarse pasivos. Nuevamente los historiadores narran los hechos de manera distinta. Según cuenta Livio, los veyentinos lanzaron una ofensiva contra territorio romano, llevándose el botín con ellos a su ciudad y sin fortificar su campamento al no esperar a su enemigo. Los romanos salieron tras ellos, pero al no encontrarlos en su territorio, cruzaron el Tíber tras su presa. Los veyentinos, al saber que Rómulo avanzaba sobre su ciudad, salieron a su encuentro para evitar una lucha cerca de sus casas o un asedio de su urbe, pero el ejército romano era muy experimentado y los derrotó, persiguiéndolos hasta Veyes. Rómulo no asaltó sus defensas pero devastó los campos cercanos. Los etruscos entonces firmaron la paz, a cambio de algunas tierras. Rómulo logró una tregua de cien años que duraría cuatro décadas después de su partida. Tras esto el rey organizó una guardia permanente de 300 infantes llamados celeres por su comandante, Celer.
Plutarco, en cambio, dice que los veyanos se dividieron en dos contingentes, el primero atacó Fidenas y el segundo salió en búsqueda de Rómulo. Anteriormente habían enviado mensajeros reclamando la entrega de esta última ciudad, pero el rey los había rechazado. De hecho, no habían hecho nada por ayudar a sus habitantes para prevenir la conquista romana de la urbe, así que no se consideraba que tuvieran derecho a reclamar. Un destacamento logró tomar Fidenas y mató a los 2000 defensores romanos, pero Rómulo logró vencer al otro cuerpo etrusco y les mató 8000 hombres. Luego marchó contra la otra fuerza veyana y, cerca de Fidenas, la derrotó eliminando a más de 14 000 enemigos, la mitad por su propia mano, pero hasta el mismo historiador considera que esa es una exageración de la leyenda. Posteriormente marchó contra Veyes y la ciudad, al ver que le sería imposible resistir, prefirió ceder las tierras al sur del Tíber, ceder las salinas cercanas a este y entregar cincuenta rehenes de entre sus principales. Luego Rómulo celebró al parecer un nuevo triunfo, donde exhibió el botín, las armas de los vencidos y al comandante de sus enemigos, un anciano general.

### Interregno

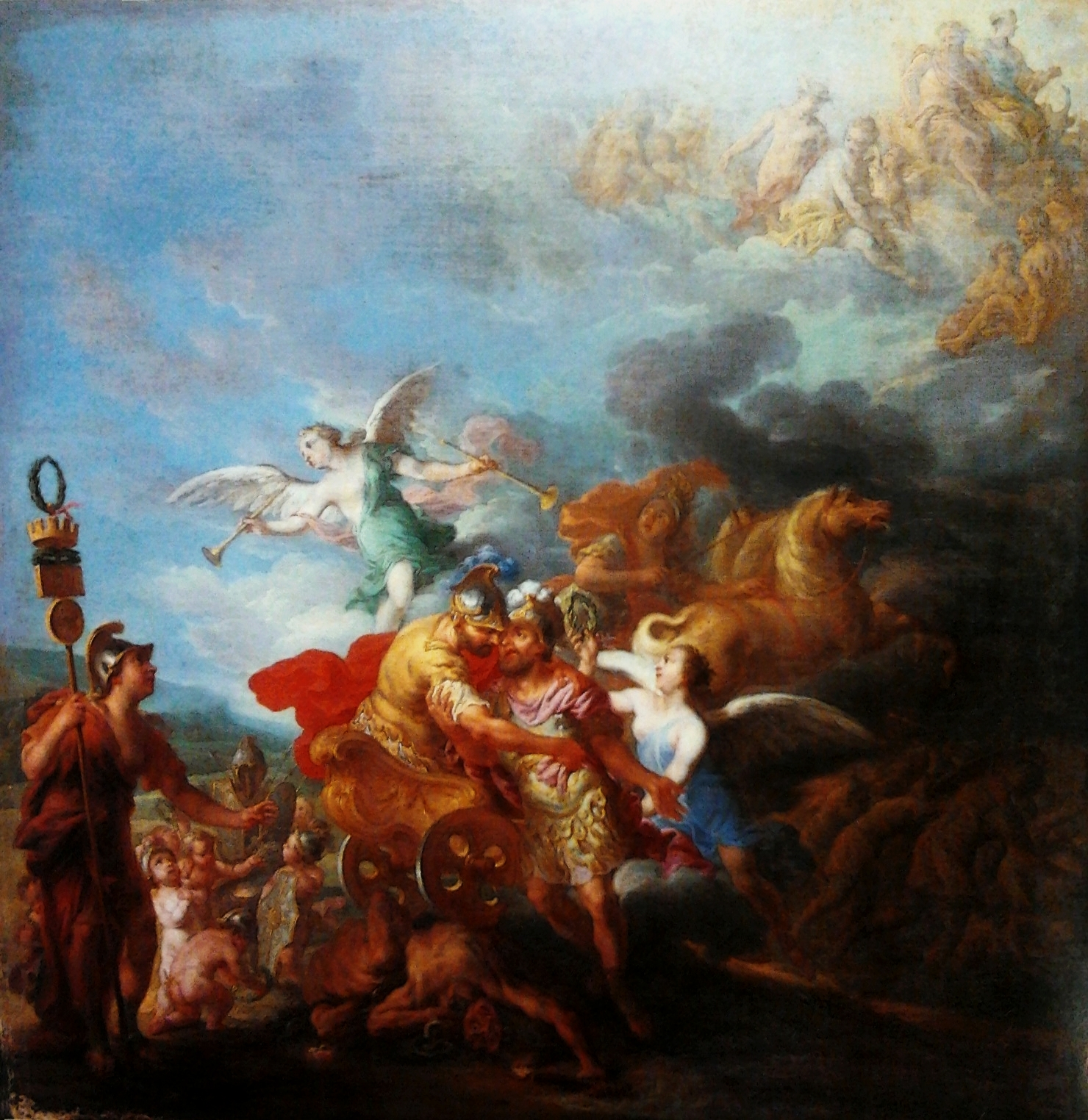
Óleo de Nattier de principios del siglo XVIII mostrando a Rómulo siendo conducido al Olimpo por Marte. Según la tradición, Marte suplicó a Júpiter para que convirtiera a Rómulo en un dios.

Poco a poco Rómulo se volvió más despótico y autoritario en sus decisiones debido a su arrogancia. Tiempo después falleció su abuelo Numitor y él heredó el trono de Alba Longa, y se trasladó allá, pero debido a las dificultades para gobernar dos ciudades dejó a los romanos elegir cada año un gobernador, lo que aumentó el deseo de mucha gente de librarse de la monarquía. El rey lentamente empezó a reducir las atribuciones del Senado y del pueblo, pero también distribuyó entre sus soldados los territorios ganados a Veyes sin consultárselo a los patricios.
Alba Longa, la ciudad "madre" de Roma, será destruida por su propia "hija" después de 673 a. C., a manos del rey Tulio Hostilio. A los 38 años de reinado y 54 de edad, alrededor de 716 a. C., el 5 o 7 de julio, según la tradición Rómulo fue elevado a los cielos por una tormenta o eclipse justo cuando pasaba revista al ejército en la ciénaga Capra (Caprae Palus), el futuro Campo de Marte. Luego, los romanos lo elevarían a deidad con el nombre de Quirino y le construyeron un templo en la colina llamada Quirinale. Sin embargo, lo más probable es la sospecha que venía aún de tiempos antiguos: fue asesinado por los patres (incluidos senadores) y su cuerpo fue desmembrado y hecho desaparecer. Después de todo, a su estilo despótico de gobierno al final de su vida se sumaban las acusaciones de estar involucrado en la muerte de Tacio.
Según Livio los senadores no se pusieron de acuerdo en quién debía ser el nuevo monarca, temerosos de terminar en un conflicto abierto entre las distintas facciones. Pasaron un año turnándose en el gobierno por un lapso de una semana al mando cada uno, pero este sistema llamado interregno (interrex) no funcionó y la gente empezó a protestar, además de que se veían débiles ante sus vecinos al no haber una autoridad central. Los senadores, sabiendo que no podrían contener esa indignación, prefirieron encauzarla para evitar perder completamente el poder. El sistema que originaron era que el rey sería aclamado por el pueblo pero luego debía ser aceptado por el Senado para ser legitimado. Como sucesor de Quirino fue elegido Numa Pompilio, un hombre de fama como sabio y piadoso de unas cuatro décadas de edad (nacido aproximadamente en el mismo año que lo hizo Roma). 
En la cronología actual se fijó el 21 de abril de 753 a. C., y fue este el año 1 en el calendario romano. Se aludía a él como el Nacimiento de Roma. Por ejemplo, 200 auc (Anno 200 ab urbe condita: ‘en el año 200 desde la fundación de la ciudad de Roma’). Por otro lado, en noviembre de 2007 se produjo el hallazgo de la cueva que en la antigüedad era reverenciada como el lugar donde se creía que habían sido amamantados los gemelos.

## Según la historiografía moderna
Los elementos de la leyenda sobre los orígenes de Roma son complejos, según indica Heurgon: un culto totémico del lobo (propio de las civilizaciones pastoriles); presencia de temas mitológicos grecoetruscos (cierva de Télefo, loba de Bolonia); dualidad étnica (latinos y sabinos) o política (patricios-plebeyos) a través de dos etimologías: una griega (Rhomos) y otra latina (Rómulus) para el epónimo fundador de la ciudad, ambientado todo ello en una escenografía local: gruta del monte Palatino (Lupercal), higuera sagrada (Ruminal).

## Rómulo y Remo en el arte, la literatura y el cine
- Rómulo y Remo, cuadro de Pedro Pablo Rubens (1615-1616).
- Rómulo y Remo, una película de 1961 de Sergio Corbucci, con Steve Reeves en el papel de Rómulo y Gordon Scott en el de Remo.
- Remo e Romolo - Storia di due figli di una lupa (Remo y Rómulo - Historia de los dos hijos de una loba), una película de 1976 de Mario Castellacci y Pier Francesco Pingitore, con Pippo Franco en el papel de Rómulo y Enrico Montesano en el de Remo.
- Rómulo y Remo aparecen como parte del Monumento A los Caídos por Italia emplazado en la Plazoleta Capitalina de la ciudad de Mar del Plata, Argentina. El monumento fue realizado por Vicente Albanese y fue inaugurado en 1958. El monumento rinde homenaje a todos los italianos residentes en Mar del Plata y que pelearon y murieron durante la Segunda Guerra Mundial. Sobre tres columnas se encuentra una imagen de la Loba Capitolina amamantando a los hermanos Rómulo y Remo.
- Monumento a Rómulo y Remo ubicado en Parque de Mayo, Bahía Blanca provincia de Buenos Aires (Argentina).
- Rómulo y Remo aparecen como planetas natales de las razas "Romulanos" y "Remanos" en la serie Star Trek.
- Il primo re, película italiana de 2019, dirigida por Matteo Rovere, hablada en protolatino, que intenta ser una reconstrucción histórica de la leyenda.[86]
- Romulus, una serie de televisión, dirigida por Matteo Rovere, ambientada en estos hechos históricos.